# Laubach (Rhin-Hunsrück)
Pour les articles homonymes, voir Laubach.
Laubach est une municipalité du Verbandsgemeinde Simmern, dans l'arrondissement de Rhin-Hunsrück, en Rhénanie-Palatinat, dans l'ouest de l'Allemagne.